# Phú Thọrenbaan

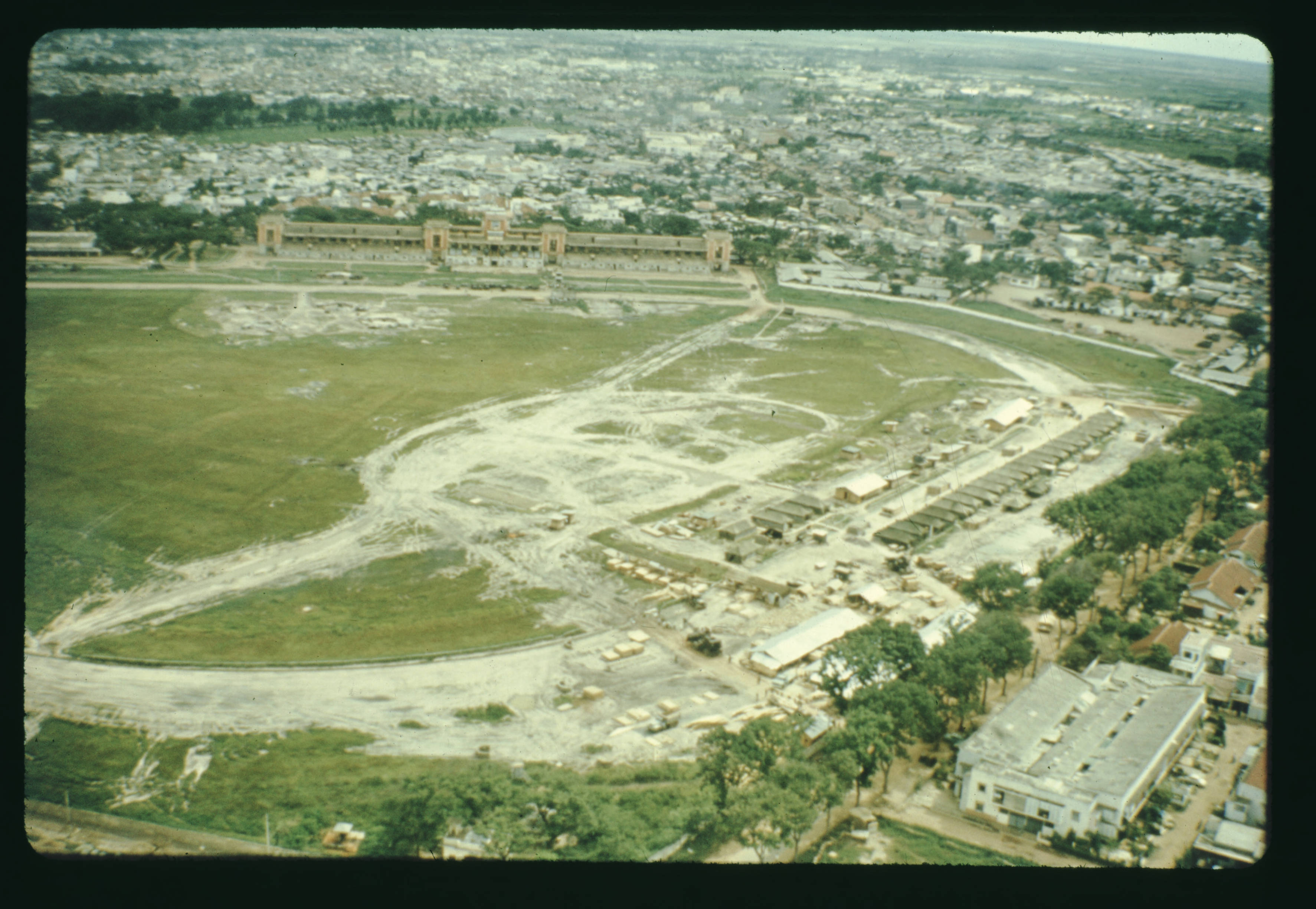
De renbaan in 1968, die toen gebruikt werd voor de opvang van vluchtelingen.

De Phú Thọrenbaan is een renbaan in Quận 11, een van de districten van Ho Chi Minhstad, de grootste stad van Vietnam. De Phú Thọrenbaan was de enige baan in Vietnam waar paardenraces werden gehouden.
Het sportcomplex werd gebouwd door de Franse kolonisten in de tijd dat dit gebied nog hoorde tot de Unie van Indochina. Per 31 mei 2011 is de renbaan gesloten en wordt niet meer gebruikt.
Tijdens het Tet-offensief tijdens de Vietnamoorlog werd er op het gebied van de renbaan een felle strijd gevoerd tussen het leger van Zuid-Vietnam en de Vietcong.